# Cicaré CH-8
Der Cicaré CH-8 ist ein Hubschrauber des argentinischen Herstellers Cicaré Helicópteros.

## Geschichte
Als logische Weiterentwicklung des CH-7 arbeiteten Augusto Cicaré und seinem Team ab 2010 am CH-8, der manchmal auch als CH-8 UL bezeichnet wird. Der Erstflug erfolgte 2013.

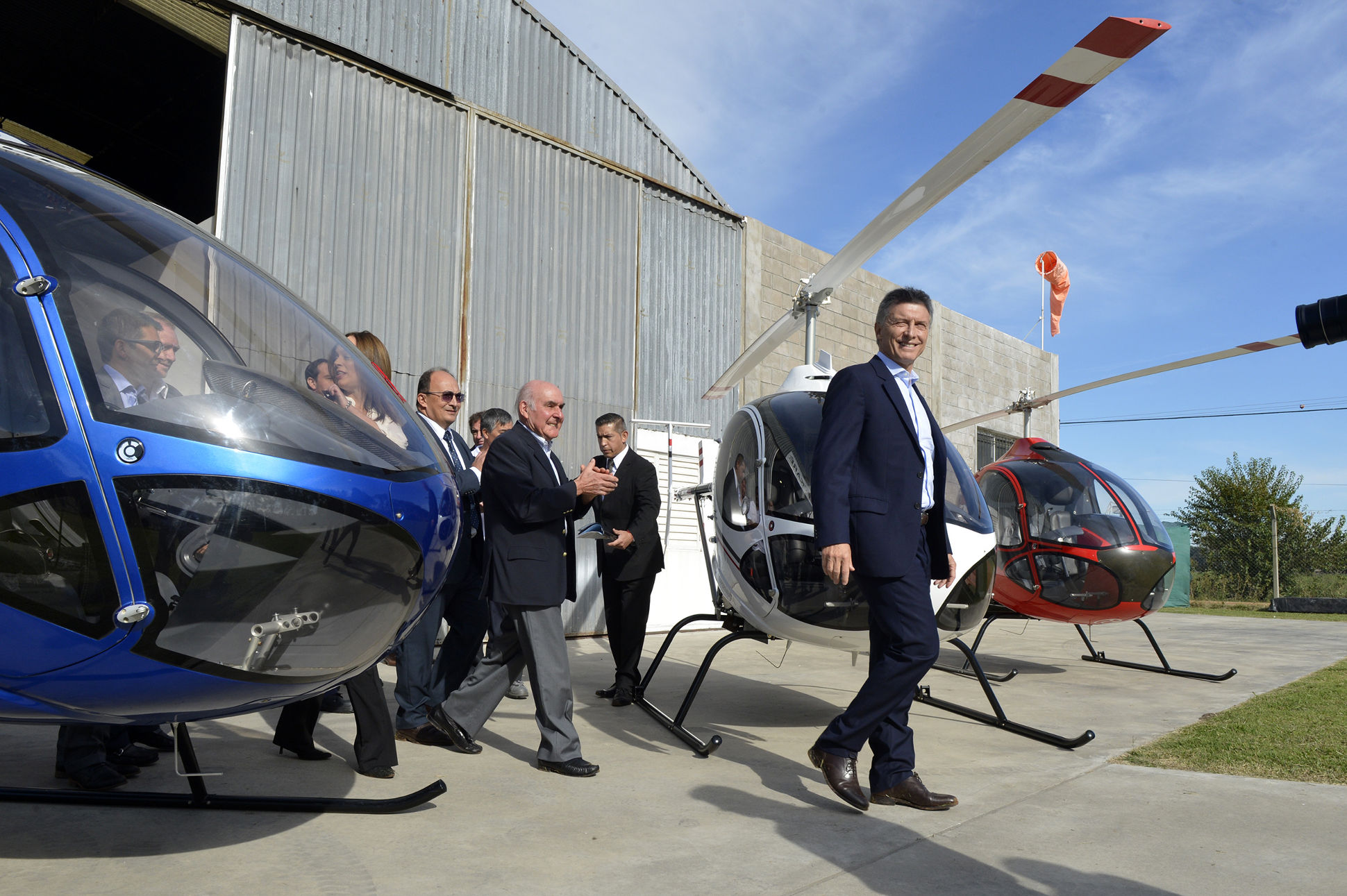
Argentiniens Präsident Mauricio Macri bei seinem Besuch bei Augusto Cicaré vor drei CH-8

## Konstruktion
Der CH-8 baut auf dem CH-7B und CH-7T auf und ist ein zweisitziger Ultraleichthubschrauber mit nebeneinander befindlichen Sitzen und geschlossener Kabine. Die Kabine wird durch seitliche Türen betreten und ist ebenso wie der Rotor aus Verbundmaterialien gefertigt. Der Rahmen ist wie bei den anderen Cicaré-Hubschraubern aus Stahlrohren geschweißt. Angetrieben wird der Hubschrauber von einem Rotax-917-Ti-Vierzylinder-Viertakt-Boxermotor mit 95 kW. Der Hubschrauber wird nur als Bausatz angeboten. Versuchsweise wurde 2001 in einen CH-8 eine Labala-GFL-2000-Propellerturbine eingebaut. Dieser Hubschrauber wird manchmal als Cicaré CH-2002 bezeichnet.

## Technische Daten
| Kenngröße             | Daten                                                    |
| --------------------- | -------------------------------------------------------- |
| Besatzung             | 1                                                        |
| Passagiere            | 1                                                        |
| Länge (ohne Rotor)    | 5,49 m                                                   |
| Höhe                  | 2,70 m                                                   |
| Rotordurchmesser      | 6,40 m                                                   |
| Leermasse             | 280 kg                                                   |
| max. Startmasse       | 480 kg                                                   |
| Reisegeschwindigkeit  | 150 km/h                                                 |
| Höchstgeschwindigkeit | 194 km/h                                                 |
| Dienstgipfelhöhe      | 4500 m                                                   |
| Reichweite/Flugdauer  | 2,5 Stunden                                              |
| Triebwerk             | Rotax-917-Ti -Vierzylinder-Viertakt-Boxermotor mit 95 kW |